# Vojašnica Boštjana Kekca
Vojašnica Boštjana Kekca je ena najstarejših vojašnic na območju Slovenije, ki stoji v Bohinjski Beli blizu železniškega postajališča.
Zgrajena je bila leta 1934 za potrebe Vojske Kraljevine Jugoslavije. Po aprilski vojni jo je med drugo svetovno vojno zasedel Wehrmacht, po vojni pa je prešla v last JLA. Po osamosvojitvi Slovenije je Teritorialna obramba Republike Slovenije 21. septembra 1991 uradno prevzela lastništvo nad objektom. Sprva se je imenovala preprosto Vojašnica Bohinjska Bela, leta 2012 pa jo je Ministrstvo za obrambo poimenovalo po Boštjanu Kekcu, nekdanjem alpinističnem inštruktorju Teritorialne obrambe in veteranu osamosvojitvene vojne, ki je umrl med odpravo v Himalajo leta 1993.
Od začetka je bila vojašnica dom gorske enote, sprva 1. bataljona 32. gorske brigade do današnjega 132. gorskega polka.
V vojašnici se je nahajala tudi Gorska šola Slovenske vojske.